# Гехи (село)
Гехи (чечен. ГихтӀа) — село Урус-Мартановского района Чечни. Административный центр Гехинского сельского поселения.

## География
Село расположено по обоим берегам реки Гехи, в 1 км к западу от районного центра — города Урус-Мартан.
Ближайшие населённые пункты: на севере — Кулары и Хамби-Ирзе, на северо-востоке — Алхан-Юрт, на востоке — город Урус-Мартан, на юге — Рошни-Чу и Гехи-Чу, на юго-западе — Шалажи и на западе — Валерик.

## История

### Древняя история
На месте села люди живут более двух тысяч лет. На это указывают археологические открытия, сделанные в 1949 году Н. И. Штанько. Им на правом берегу реки Гехи, в 1,5 км к северу, обнаружено Гехинское 1-е поселение. Извлечённый материал хранился до первой войны в Чеченском краеведческом музее в Грозном.

### XVIII—XIX века
По данным историка Я. Ахмадова, во второй половине XVII века образовалось территориальное общество Гехи. На территории данного общества, кроме селения Гехи, также находились следующие поселения: Альтмиран-аул, Гехи-чу, Довта-юрт, Мозархойн-юрт, Хадизан-юрт, Чармахой-котар, Ариахки, Чижних и др. На рубеже XVIII-XIX веков в Гехинском обществе насчитывалось 300 дворов, тайповый состав которых состоял из выходцев из Нашхи и Нохчмохка (нашхой, харачой и др.).
Общество управлялось народным собранием, члены которого считали себя «на самовольном положении, никакой державе и ни владению независимыми». Жители общества занимались скотоводством и земледелием. 
В 1782 году гехинские старшины Казий, Канбулат, Нулук, Буртакай, Козламат и Пуча с более чем сотней семей переселились на левый берег Сунжи напротив «станицы Наурской». В конце XVIII века гехинцы во главе со старшиной Кайтукой Баковым основали новое селение Кулары (ГIулар) при впадении реки Гехи в Сунжу.
В начале XIX века Гехинское общество (чечен. «Гиххой-Мохк» — «Страна гехинцев») охватывало территорию между реками Мартан и Фортанга и играло заметную роль в политической жизни всей Чечни.
В XIX веке Гехи было одним из самых крупных аулов в Чечне. Жители селения активно участвовали в Кавказской войне против царских войск.
В 1825 году генерал-майор русской императорской армии Греков двинулся к Гехи с войском. На предложение Грековым изъявить покорность гехинцы ответили отказом, после чего селение начали поджигать. Жители были вынуждены покориться и выселить двух, укрывавшихся у них абреков. Два соседних хутора были сожжены после перестрелки с царскими войсками, начавшейся из-за отказа выдавать кабардинских абреков. В перестрелке со стороны отряда Грекова отличились ингуши.
В январе 1837 года экспедиция под командованием генерал-майора Фези при участии 8 сотен ингушской и осетинской милиции прошла по аулам Малой Чечни: «При обратном следовании сожжено более 1000 сакель по Мартановскому ущелью и несколько сот по Тенгинскому. На другой день докончилось истребление оставшихся ещё сакель, запасов хлеба и фуража…»
В июле 1840 года военная экспедиция генерала Галафеева разорило аул, и в его окрестностях вступило в крупное сражение. В отряде был писатель М. Ю. Лермонтов который посвятил этому сражению одну из самых своих известных произведений. В стихотворении «Валерик» Лермонтов упоминает окружающий фон сражения: «… раз — это было под Гихами».
В мае 1844 года к селению Гехи была проведена военная экспедиция генералом Р. К. Фрейтагом.
В «Общем взгляде на Чечню в военно-географическом и статистическом отношениях», составленного Ольшевским в 1840 году, Гехи называется в числе самых крупных и известных «по своей величине и богатству» аулов Чечни.
В 1874 году аул Гехи входил в Урус-Мартановский участок Грозненского округа. В селении было 553 двора с 2912 жителями и пять мечетей. В 1883 году — 620 дворов с 3110 жителями.

### Советский период
В 1944 году после выселения чеченцев и упразднения Чечено-Ингушской АССР, селение Гехи было переименовано в Благодатное.
После восстановления Чечено-Ингушской АССР, в 1958 году селу было возвращено прежнее название. В советские времена в селе находились сельскохозяйственные предприятия.

### Постсоветское время
Во время первой и второй чеченских войн село значительно пострадало.

## Население
| 1970    | 1979    | 1990    | 2002    | 2010    | 2012    | 2013    |
| ------- | ------- | ------- | ------- | ------- | ------- | ------- |
| 7533    | ↗8199   | ↗9479   | ↗9693   | ↗11 744 | ↗12 245 | ↗12 671 |
| 2014    | 2015    | 2016    | 2017    | 2018    | 2019    | 2020    |
| ↗13 051 | ↗13 492 | ↗13 629 | ↗13 836 | ↗14 038 | ↗14 234 | ↗14 350 |
| 2021    | 2023    | 2024    |         |         |         |         |
| ↗15 352 | ↗15 580 | ↗15 772 |         |         |         |         |

### Национальный состав
По данным Всероссийской переписи населения 2010 года:
| Народ   | Численность, чел. | Доля от всего населения, % |
| ------- | ----------------- | -------------------------- |
| чеченцы | 11 662            | 99,30 %                    |
| другие  | 82                | 0,70 %                     |
| всего   | 11 744            | 100,00 %                   |

### Тайпы
В селе проживают представители следующих тайпов:
| - Аккий - Галай - Нашхой - Чинхой - Кей, - Жей - Терлой | - Ваштарой, - Хилдехарой, - Зумсой, - Пешхой, - Келой, - Ц1онтрой | - Тумсой - Чантий - Дишний - Варандой - Пхамтой - Ригахой - Гаттой |
|                                                         |                                                                   |                                                                    |

## Известные уроженцы
… Раз — это было под Гихами —

Мы проходили тёмный лес;

Огнем дыша, пылал над нами

Лазурно-яркий свод небес.

Нам был обещан бой жестокий.

Из гор Ичкерии далекой

Уже в Чечню на братний зов

Толпы стекались удальцов…
- Бакаев, Хасан Зайндинович — чеченский историк-кавказовед, писатель, поэт и публицист, главный редактор газеты Ичкерия.
- Хамзат Нашхоевский — чеченский абрек, военный и политический деятель Северо-Кавказского имамата.
- Гантамиров, Бислан Сайдалиевич — российский государственный и политический деятель[35]. Военный деятель антидудаевской оппозиции.
- Эльдарханов, Таштемир Эльжуркаевич — просветитель, литератор, член Государственной Думы (1906—1907 годы).
- Таймасха Гехинская — командир отряда, участница Кавказской войны.
- Сулейманов, Мовсар Мусаевич — российский гиревик, чемпион России, Европы и мира, рекордсмен России и мира, мастер спорта России международного класса

## Инфраструктура

### Образование
- Средняя общеобразовательная школа № 1[36].
- Начальная общеобразовательная школа № 2[37].
- Средняя общеобразовательная школа № 3[38].
- Средняя общеобразовательная школа № 4[39].
- Детско-юношеская спортивная школа № 2[40].

### Ислам
2 января 2015 года в селе открыта соборная джума-мечеть имени Ильяса Беноевского.